# 팔마델리오

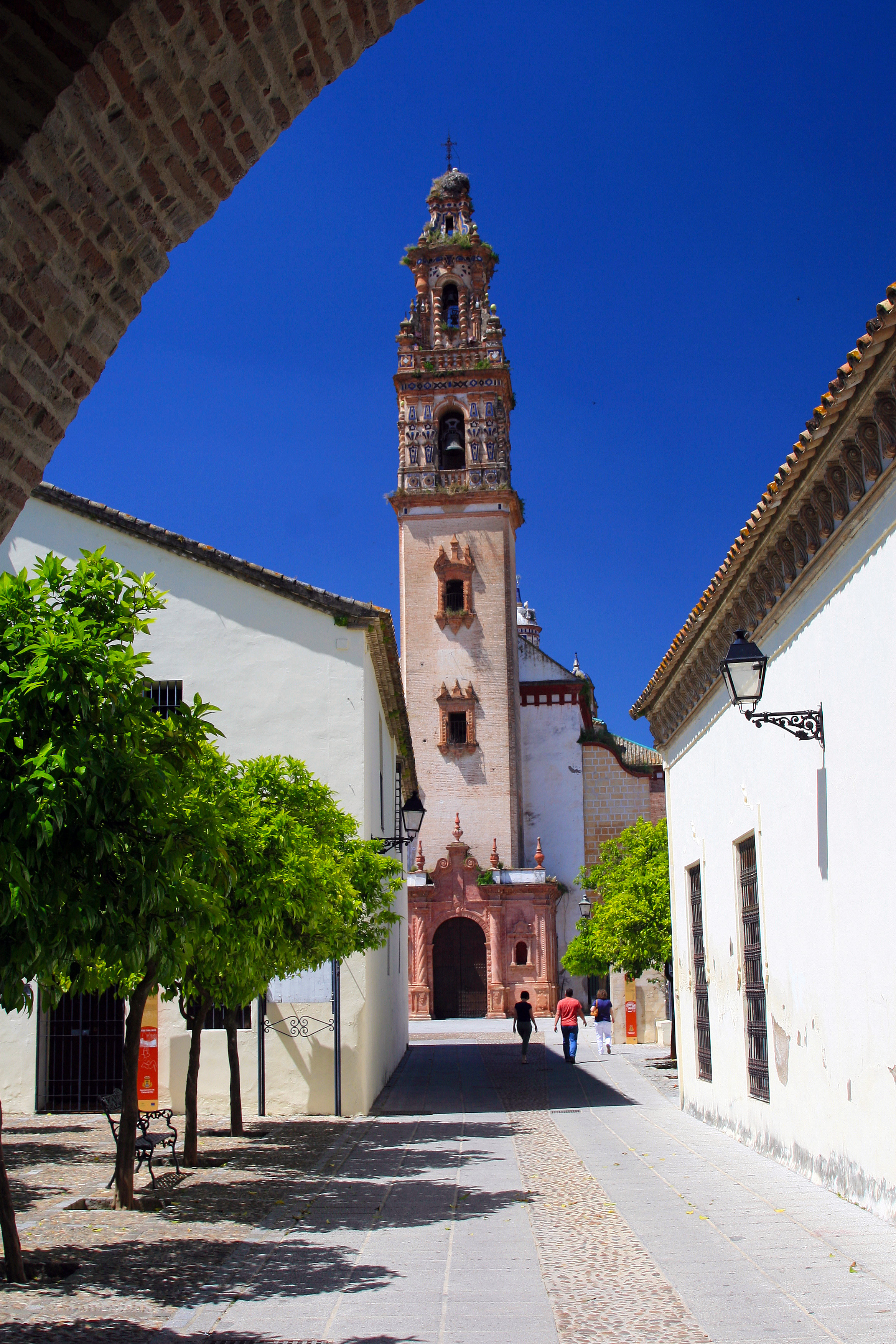
팔마델리오

팔마델리오(스페인어: Palma del Río)는 스페인 안달루시아주 코르도바도에 위치한 도시로 면적은 200km2, 높이는 55m, 인구는 20,640명(2006년 기준), 인구 밀도는 103.2명/km2이다.

시기
시 문장